# Myxosporium griseum
Myxosporium griseum är en svampart som först beskrevs av Christiaan Hendrik Persoon, och fick sitt nu gällande namn av Pier Andrea Saccardo 1884. Myxosporium griseum ingår i släktet Myxosporium, divisionen sporsäcksvampar och riket svampar.   Inga underarter finns listade i Catalogue of Life.